# 정한경

임시정부 외교관으로 왕성하게 활동한 독립운동가 정한경.

정한경(鄭翰景, 1890년 ~ 1985년)은 대한민국의 독립운동가, 외교관이다. 1910년, 미국으로 망명해 샌프란시스코에서 안창호, 이승만 등과 함께 대한인국민회를 조직했다. 1918년 10월 1일, 대한인국민회 전체대표회를 열어 파리 강화회의에 파견할 한국인 대표를 선발할 때, 이승만, 민찬호와 함께 뽑혀 워싱턴으로 갔지만 미국 정부가 한국대표 파견을 승인하지 않은 탓에 출국을 저지당하였다. 1919년 4월 14일부터 4월 16일까지 3일간 필라델피아에서 열린 대한인자유대회에 참가하여 한인들의 독립의지를 선언하는데 큰 기여를 하였다. 이후 임시정부 구미위원회에서 각국의 외교부와 교섭하면서 활발한 독립운동을 전개하였다.
1944년, 대한민국 임시정부 외무위원 겸 비서주임, 1949년 1월, 주일 대표부 공사, 1949년 4월, 재일본대한민국민단 6대 단장을 역임하였다.

## 생애
일명 한경(漢慶). 평안남도 순천 출신.

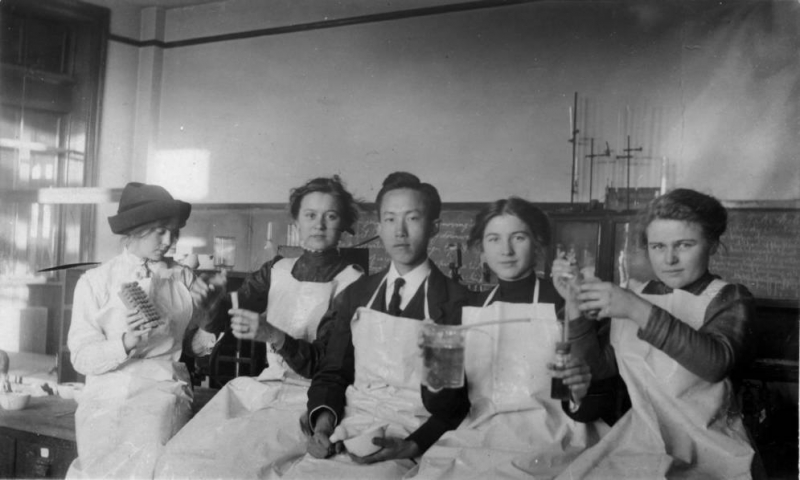
1914년, 네브라스카 주립대학 화학 실험실에서 여학생들과 남긴 기념사진.

1904년, 14살의 나이로 도미하여 1906년, 학업을 위해 네브라스카 커니로 옮겼다. 초중고등학교 과정을 모두 마치고 네브라스카 초급대학으로 진학했다. 네브라스카 주립대학에서 학사와 석사를 받고 아메리칸 유니버시티에서 박사학위를 받았다.
1910년, 샌프란시스코에서 독립운동을 목적으로 안창호(安昌浩)·이승만(李承晩) 등과 대한인국민회(大韓人國民會)를 조직하여 재미교포의 자치활동과 독립정신 앙양에 힘썼다.
1918년, 시카고의 노스웨스턴 대학 조교수가 되었고, 이때부터 본격적인 독립운동에 나섰다.

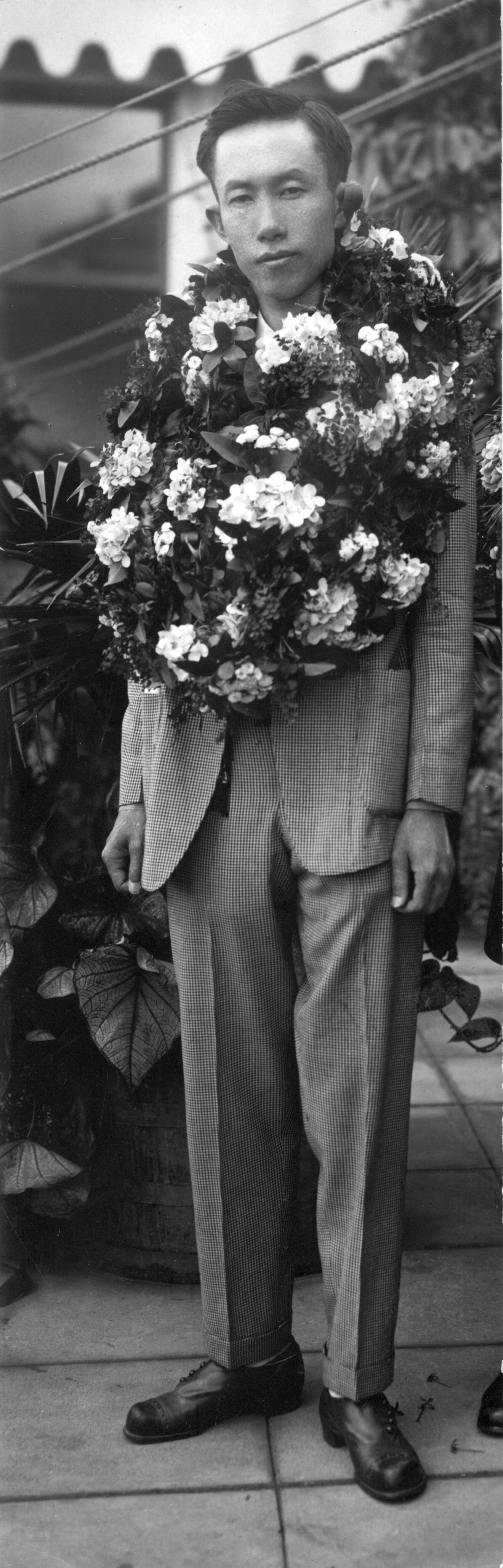
1920년 가을, 워싱턴에서의 외교활동을 마치고 호놀룰루행 선박 위에서 레이(Lei)를 목에 걸고 있는 정한경.

### 파리 평화회담 전후
1918년 11월, 독일이 항복하여 세계 대전이 끝나고 파리에서 만국 평화회의가 개최되자, 태평양 연안 및 뉴욕 거주 교민들을 중심으로 김규식과 함께 신고려회를 조직하여 평화회의에서 한국의 입장을 피력할 수 있도록 계획했다. 이에 따라 미주 각지에서 모인 재미한인 전체회의가 대한인국민회 중앙총회 주최로 개최되고 이 회의의 결의에 따라 파기 강화회의에 파견할 대표로 이승만, 민찬호와 함께 그를 선출했다. 이에 따라 1919년 12월, 프랑스행 여권을 발급 받고자 했으나 일본 대표단의 강력한 반발로 좌절되고 말았다.
1919년 2월 25일, 독립운동 사무를 전담할 임시위원회가 설치될 때 부위원장에 선임되어, 이승만·민찬호(閔瓚鎬) 등과 같이 한국이 완전한 정부를 수립하고 내치와 외교의 권리가 있을 때까지 국제연맹 위임통치로써 보호받게 해달라는 내용의 위임통치 청원서를 강화회의 각국 대표들과 우드로 윌슨(Wilson, T. W.) 대통령에게 제출, 미국 상원에서 한국 독립 문제를 토의하게 하였다. 주요 내용은 아래와 같다.
| “ | 첫째, 열강은 한국을 일본의 학정으로부터 구출하라. 둘째, 열강은 장래 한국의 독립을 보장하라. 셋째, 한국은 당분간 국제연맹의 통치 아래두자. | ” |

1919년 4월 14일부터 3일간 필라델피아 독립기념관에서 열린 제1차 한인연합회의에 참가하여 대한독립선언식을 성대하게 거행하는데에 큰 역할을 담당하였다.
1919년 5월, 잡지 『아시아』에 '오늘의 한국'이라는 주제로 기고했다.
1919년 9월, 재미교포의 애국성금 30만 달러를 모아 상해(上海)로 전달, 대한민국 임시정부의 활동을 도왔다.
1920년 10월, 그는 호놀룰루 교민들의 초청을 받고, 이승만을 대신하여 '태평양회의 한국대표'의 자격으로 참석, 한국의 독립운동과 민족정신에 대하여 연설함으로써 열렬한 호응을 받기도 하였다.
또 정한경은 기독교 인사와 세계 약소국 동맹회를 배경으로 미국 정치가들을 방문하고 미국 의회에서 한국의 독립을 요망하게 하는 한편, 신문지상에 성명서를 발표하여 미국인의 지지와 성원을 요청하였다. 아울러 '북미합중국의 동양정책(The Oriental Policy of the United States)'과 '평화회의(The Peace Conference)' 등의 글을 저술하여 한국 독립의 불가피성을 역설했다.
1921년, 정한경은 대한민국 임시정부 구미위원부 위원에 임명되었다. 이후 정한경은 임시정부의 워싱턴 위원부 위원으로 독립운동을 지속하였다.

### 태평양 전쟁 시기
1944년 5월, 임시정부에서 그와 임병직을 전후구제회의, 태평양학회 등 국제회의에 대표로 파견했다.
1944년 10월 20일, 대한민국 임시정부 국무회의에서 외무위원 겸 비서주임에 선임되어 임시정부와 긴밀한 연락을 담당하면서 구미 방면에 대한 외교 활동을 강화하였다. 1985년, 95세의 나이로 별세했다.

## 사후
대한민국 정부는 1962년, 건국훈장 독립장을 추서하였다. 1995년, 그의 유해를 국내로 봉환하여 국립대전현충원 독립유공자 묘역에 안장했다.

## 기타

1983년 3월31일, 콜로라도 스프링스에서 인터뷰에 응하고 있는 노년의 정한경 박사.

정한경 박사는 높은 지식과 웅변술, 그리고 영문 저술을 바탕으로 일제의 침략과 아시아의 세력균형, 그리고 한국이 자주독립국임을 호소하고자 언론과 출판 등 글을 통해 미국 사회 깊숙히 파고들었던 미주 독립운동의 기수였다.
미국 사회에서는 'Henry Chung De Young'으로 잘 알려져 있다.
그는 이승만 박사를 가장 존경하는 인물이라고 말했다. 이승만 박사와의 관계는 1차 세계대전부터 시작하여 2차 세계대전 때까지 워싱턴에서 동거동락하며 외교를 통한 독립운동을 함께 벌였다. “이승만 박사는 고집이 센 분이고 타협하기 어렵고, 독재적인 성격도 없지 않아요. 그러나 그분은 의심없는 애국자이지요.”라고 표현했다.
“나는 마음으로는 도산 안창호 선생의 정신을 평생 따르면서 살았지만, 몸은 이승만 박사를 돕는 외교 일선에서 일을 했다.”고 말했다.
정한경 박사는 평생동안 국민회, 흥사단, 동지회에 가입하지 않고 독립적으로 일을 했다. 그의 독립론은 '한국은 약소국이므로 강대국인 미국을 움직여야만 대한의 독립이 가능하다'는 외교 사상을 가지고 있었다.
미국인 조나 여사와의 사이에 큰 아들 에드윈 정, 헨리 정, 데이빗 정 그리고 딸 프란시스를 두고 있다.

## 저서
1922년, 정한경은 《한국사정》이라는 책을 영문으로 집필하여 한국의 역사, 지지(地誌) 및 정치관계와 일제의 교회 탄압 등 침략야욕을 지적함으로써 크게 호평을 받았다.

## 수상
- 1962년 건국훈장 국민장(추서)

## 갤러리

네브래스카 커니 고등학교 졸업 사진. 맨 뒷줄 왼쪽 끝이 정한경.
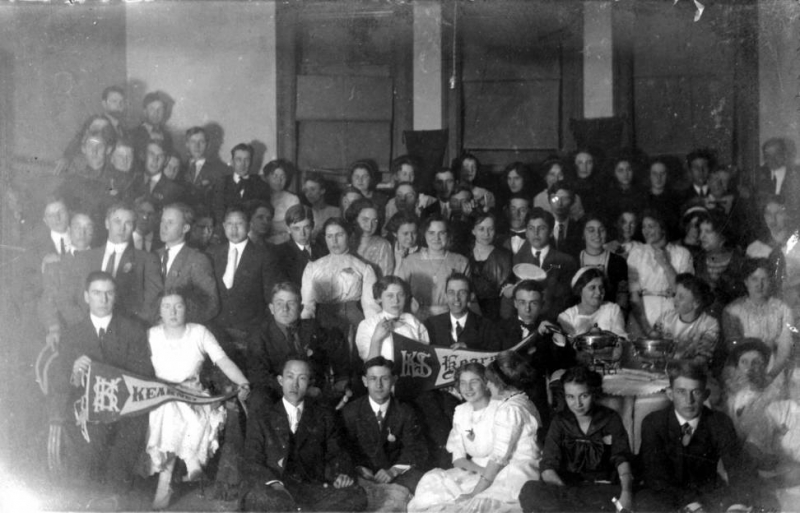
1912년, 커니 하이스쿨 행사에 참석한 정한경. 제일 앞줄 왼쪽 끝에 앉아있다.
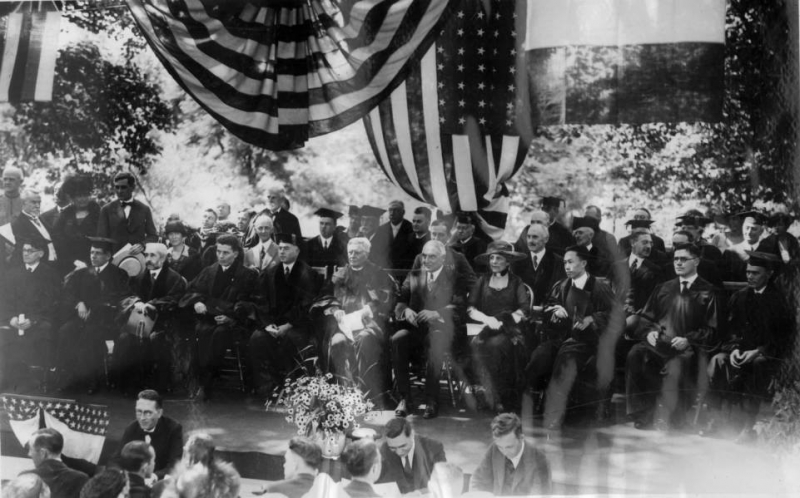
1921년, 아메리칸 대학교에서 박사학위를 받은 정한경. 맨 앞줄 오른쪽에서 세번째가 정한경, 앞줄 오른쪽 가운데 하딩 대통령.
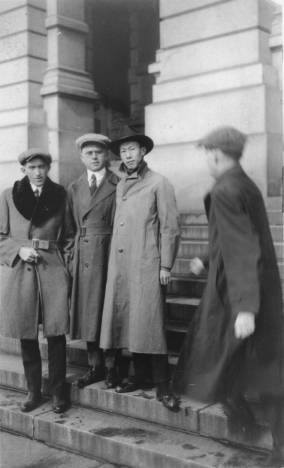
1915년, 콜로라도 주 청사 앞에서 정한경과 그의 고등학교 동창들.